# Молодцов, Константин Иванович
Константин Иванович Молодцо́в (иногда Молодцев; 20 мая (1 июня) 1873, Тобольская губерния — 1921) — крестьянин, волостной писарь, депутат III Государственной думы от Тобольской губернии (1907—1912).

## Биография

### Ранние годы
Константин Молодцов родился 20 мая (1 июня) 1873 года в селе Уктузское Ишимского уезда (Тобольская губерния) в крестьянской семье. Константин получил низшее образование: он окончил местную школу — начальное народное сельское училище.
После окончания школы Молодцов нанялся на работу в батраки. В 1887 году он уехал в город Ишим, где начал служить приказчиком по галантерейному и скобяному делу. Спустя некоторое время он вернулся в родное село, и 8 лет работал сельским писарем, а затем был полтора года писарем волостным. Одновременно Константин Иванович был избран распорядителем сельского банка на три года. Занимался земледелием на 15 десятинах надельной земли. По инициативе Молодцова в селе Уктузском была учреждена маслодельная артель, приносившая неплохой доход. Он два раза избирался сельским старшиной, но каждый раз отказывался от предложенной должности. В 1907 году он был избран заведующим 19-м военно-конским участком Ишимского уезда. В этот период Константин Молодцов очень любил читать — выписывал столичные и местные газеты, покупал книги. В результате у него собралась довольно обширная личная библиотека.
В сентябре 1907 года избран выборщиком от съезда уполномоченных города Ишима для выбора членов третьей Государственной думы.

### В Государственной Думе
20 (или 25) октября 1907 года беспартийный К. Молодцов был избран в Третью Государственную думу Российской империи от съезда уполномоченных от волостей. Получил 23 голоса (столько же сколько и В. И. Дзюбинский, но на 10 меньше, чем Н. Л. Скалозубов).

«Третий кандидат от крестьян К. И. Молодцов, получивший 22 избирательных и 13 неизбирательных голосов при баллотировке, произвёл на всех выборщиков очень приятное впечатление толковым и умелым изложением своих мыслей, определённостью своих взглядов и находчивостью. Его соперником был крестьянин Лымар из переселенцев».
— Сибирская торговая газета. № 237. 2 ноября 1907 года. Тюмень
В III Думе Молодцов вошёл во фракцию Конституционно-демократической партии. Стал членом трёх комиссий: по переселенческому делу, сельскохозяйственной и бюджетной. Подпись депутата Молодцова стоит под многочисленными законопроектами: «Об изменении законов о взимании и отправлении земельных и натуральных повинностей крестьян», «О наделении безземельных и малоземельных крестьян землей», «Об обеспечении отдыха торгово-промышленных служащих», «О распространении Положения о земских учреждениях на Область войска Донского», «Об учреждении землеустроительных комиссий в степных областях», «О найме торговых служащих», «О введении в Архангельской губернии земского самоуправления», «Об изменении городского избирательного закона» и «Об отмене смертной казни». Выступал К. И. Молодцов, в основном, по вопросам, касавшихся Урала и Сибири. Являлся членом Сибирской парламентской группы — был помощником секретаря.
В сентябре 1908 года Молодцов, проводивший вакации на родине, в глухом углу Ишимского уезда — в селе Уктузском, собирал материал по вопросу о борьбе с конокрадством. По волостям им раздавались следующие анкеты: сколько похищено с 1 января по 1 июля лошадей в волости, из них задержано и разыскано (крестьянами, полицией), находится на объявке. Прислал некоторым избирателям города Тюмени пригласительные письма на его публичный доклад о деятельности третьей Государственной думы, который состоялся в городе Ишиме 25 сентября.
В 1910 году он был избран односельчанами почётным попечителем местного училища. Он также не раз избирался сельскими обывателями Уктузского сельского общества в качестве их доверенного в решении различных споров.
Умер в 1921 году во время Сибирского крестьянского восстания

## Семья
По состоянию на 1907 год, Константин Иванович был женат. По информации, полученной от родственников, супругу Молодцова звали Евдокия Ивановна; в семье было одиннадцать детей, из них в живых осталось шестеро: Алевтина (1896—1929), Варвара (1913—1980), Владимир (1914—1985), Виктор (1908—1976), Вера (1913—2007) и Зоя (1906—1985).
Внуки Константина Ивановича — Мстислав Викторович Молодцов (1928—2008), Заслуженный деятель науки Российской Федерации, доктор юридических наук, профессор, заведующий кафедрой трудового права Уральской государственной юридической академии, Лель Викторович Молодцов (28 марта 1930 — 4 февраля 2004), кандидат физико-математических наук, физик-ядерщик, Алевтина Попова — диктор Казахстанского телевидения.
Правнук Константина Ивановича — Сергей Лельевич Молодцов (1962—2007), уральский журналист, писатель.
Праправнук — Георгий Сергеевич Молодцов (род. 1986) — режиссер, продюсер, специалист в области VR-технологий.
Правнучка - Михайловская (Хализова) Ирина Львовна (род. 1974), дочь Галины Михайловны Косоротовой (20 марта 1936 — 21 февраля 2022), внучка Веры Константиновны Молодцовой.
Праправнучка - Михайловская Мария Вячеславовна (род. 2002), внучка Галины Михайловны Косоротовой, художница.

## Публикации
- Молодцов К. Письмо депутата // Сибирская торговая газета. № 128. 12 июня 1912 года. Тюмень.